# Костоков, Гумер Заурбиевич
Гумер Заурбиевич Костоков (род. 18 января 1950, Егерухай, Краснодарский край) — российский самбист и дзюдоист, чемпион и призёр чемпионатов СССР по самбо, чемпион Европы по самбо, чемпион СССР по дзюдо среди молодежи, мастер спорта СССР международного класса. Чемпион мира по самбо 1993 года среди ветеранов.

## Спортивные результаты
- Чемпионат СССР по самбо 1974 года — ;
- Чемпионат СССР по самбо 1975 года — ;
- Чемпионат СССР по самбо 1977 года — ;